# Palaeoagraecia brunnea
Palaeoagraecia brunnea är en insektsart som beskrevs av Sigfrid Ingrisch 1998. Palaeoagraecia brunnea ingår i släktet Palaeoagraecia och familjen vårtbitare. Inga underarter finns listade i Catalogue of Life.